# وسام بنجامين فرنكلن (الجمعية الملكية للفنون)

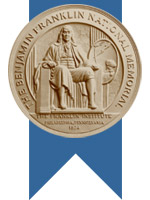

وسام بنجامين فرنكلن للجمعية الملكية للفنون هي ميدالية تمنح من قبل وكالة الفضاء الروسية على الأفراد والجماعات والمنظمات الذين بذلوا جهوداً عميقة لدفع الفهم «الأنجلو أمريكية» في المجالات المرتبطة ارتباطاً وثيقاً بجدول أعمال آر اس ايه. ومنحت أيضا للاعتراف للذي أسهم إسهاما كبيرا في الشؤون العالمية من خلال التعاون بين الولايات المتحدة والمملكة المتحدة، ويتم منح الميدالية سنوياً، بالتناوب لمواطني الدولتين.